# Audition (Хор)
«Audition» (рус. Прослушивание) — первый эпизод второго сезона и двадцать четвёртый в целом американского музыкального телесериала «Хор», показанный телеканалом Fox 21 сентября 2010 года. В серии участники «Новых горизонтов» пытаются привлечь в хор новых студентов, в том числе студентку по обмену Саншайн Коразон и новичка Сэма Эванса. Тем временем в школе появляется Шэннон Бист — новый тренер футбольной команды, а школьный корреспондент Джейкоб Бэн Азраэль распространяет подробности летних каникул некоторых хористов.
В серии были исполнены кавер-версии восьми композиций, в том числе «Billionaire» Трэвиса Маккоя и «Telephone» Леди Гага. Все песни были выпущены в виде цифровых синглов, доступных для скачивания, а «Empire State of Mind» and «Billionaire» вошли в альбом Glee: The Music, Volume 4.

## Сюжет
После проигрыша на региональных соревнованиях и перехода Мэтта (Диджон Тэлтон) в другую школу члены хора школы МакКинли решают найти способ привлечь в хор новых учеников. Узнав, что национальные соревнования в этом году будут проводиться в Нью-Йорке, они решают начать работать, выиграть региональные и получить шанс поехать на национальные. Чтобы привлечь «свежую кровь», они исполняют на лестнице в школьном дворе песню «Empire State of Mind» Jay-Z и Алишии Кис, надеясь кого-нибудь заинтересовать. Рейчел (Лиа Мишель) замечает, что им подпевает студентка по обмену Саншайн Коразон (Чарис Пемпенгко), а Финн (Кори Монтейт) замечает Сэма Эванса (Корд Оверстрит). Позже Рейчел встречается с Саншайн в женской уборной, где они поют песню «Telephone» импровизированным дуэтом. Рейчел поражена вокальными способностями Саншайн, и, думая, что она может вытеснить её с поста лидирующей солистки, решает не допустить попадания Саншайн в хор. Вместо того, чтобы позвать её в актовый зал на репетицию, Рейчел даёт ей ложный адрес, который оказывается адресом наркопритона. Саншайн не попадает на прослушивание. Однако об этом узнаёт руководитель хора Уилл Шустер (Мэтью Моррисон), который прослушивает её отдельно, и после песни «Listen» даёт место в хоре.
Финн слышит пение «Every Rose Has Its Thorn» Сэма Эванса в душе и подталкивает его пройти прослушивание в хор. Сэм исполняет композицию «Billionaire» вместе с Финном, Майком (Гарри Шам-мл.), Паком (Марк Саллинг) и Арти (Кевин Макхейл). Несмотря на успех, Сэм предпочитает хору футбольную команду из-за низкого социального статуса хористов.
Шэнон Бист (Дот Джонс) становится новым тренером школьной команды по футболу, что приводит к сокращению бюджета команды поддержки в пользу футболистов. Уилл Шустер и тренер черлидеров Сью Сильвестр (Джейн Линч) объединяются с целью выжить тренера Бист из школы и восстановить свой бюджет. Кроме этого, Сью узнаёт, что Сантана (Ная Ривера) увеличила грудь с помощью имплантатов, и заменяет её в составе команды Куинн Фабре (Дианна Агрон), которая в прошлом году потеряла место из-за своей беременности. Арти просит Финна помочь ему пройти отбор в футбольную команду, надеясь, что это поможет ему вернуть Тину (Дженна Ашковиц), которая летом завела роман с Майком Чангом. Бист считает, что Финн издевается над ней, прося принять в команду инвалида, и выгоняет Финна из команды, назначив на его место Сэма Эванса. Уилл пытается убедить её вернуть Финна, но понимает, что его враждебное поведение и сговор со Сью не принесут ничего хорошего. Когда Сью подначивает Бриттани (Хизер Моррис) обвинить Бист в сексуальных домогательствах, Уилл защищает её и извиняется, а Бриттани признаётся, что солгала.
Чтобы снова насолить Уиллу, Сью связывается с Дастином Гулсби (Чейен Джексон), новым руководителем «Вокального адреналина». Дастин предлагает постоянное проживание в США Саншайн Коразон и её матери, в случае, если она переведётся в «Вокальный адреналин». Саншайн соглашается и признаётся, что этому способствовало враждебное поведение Рейчел. Рейчел признаёт, что ценит себя больше, чем остальных членов хора, и поёт песню «What I Did for Love» прежде, чем извиниться перед остальными хористами за уход Саншайн.

## Реакция
Эпизод посмотрели 12,45 млн человек, что стало на 50 % больше, чем премьерный эпизод предыдущего сезона, «Showmance», а процентный рейтинг компании Nielsen составил 6.4/20, что стало самым высоким показателем для сериала в целом. В Канаде эпизод увидело 2,24 млн телезрителей, став самой рейтинговой программой вечера и побив даже танцевальное телешоу Dancing with the Stars. В Австралии «Audition» посмотрели 1,23 млн человек, что позволило ему занять 7 место в рейтинге. В Великобритании количество смотревших достигло 2,99 млн; сериал удержал статус лидирующего шоу телеканалов E4 и E4 +1, а также спустился на вторую строчку в списке самых рейтинговых телепрограмм недели в кабельной сети страны.
Отзывы критиков о серии оказались большей частью благоприятными. Тим Стэк из Entertainment Weekly и Джаред Виселман из New York Post посчитали, что «Audition» не оправдал страхи по поводу снижения качества сериала во втором сезоне. Бретт Бёрк из Vanity Fair и Эрика Футтерман из Rolling Stone отметили, что шоу вернулось в форму после разочаровывающих последних эпизодов первого сезона. Однако некоторые критики посчитали расовый вопрос серии показанным некорректно, в частности, Фрэд Топел из Hollywood News назвал сцены с Саншайн Коразон «совершенно расистскими». Бриттани Драй из The Stir нашла не совсем подходящим введение сюжетной линии отношений Тины Коэн-Чанг и Майка Чанга, особенно с обоснованием, приведённым в серии самой Тиной: «Мы оба азиаты».